# Juan Jesus
Pour les articles homonymes, voir Juan.
Juan Guilherme Nunes Jesus, plus connu sous le nom de Juan Jesus ou Juan, né le 10 juin 1991 à Belo Horizonte au Brésil, est un footballeur international brésilien qui évolue au poste de défenseur central ou d'arrière gauche à la SSC Naples.
Formé au poste de défenseur central à l'Internacional Porto Alegre, il est souvent comparé à son compatriote Lúcio qu'il considère comme son modèle. Après deux saisons au Brésil où il fait des débuts prometteurs, il part pour l'Europe, dans le club italien de l'Inter Milan pour ensuite rejoindre l'AS Roma puis le SSC Napoli.
Juan Jesus remporte plusieurs titres avec le Brésil dans les catégories de jeunes. Il obtient également une médaille d'argent lors des Jeux olympiques de Londres où il joue toutes les rencontres de sa sélection aux côtés de Thiago Silva.

## Biographie

### Carrière en club
Comme de nombreux jeunes au Brésil, Juan Jesus fait ses débuts avec le futsal. En 2007 il rejoint la section de jeunes du SC Internacional, il commence à jouer avec l'équipe première lors de la saison 2010. Juan dispute son premier match contre le Deportivo Quito (1-1) en Copa Libertadores. Cette année-là, il prend part à 7 rencontres du championnat Brasileirão où l'Internacional termine à la 7e place au classement mais le club remporte toutefois la Copa Libertadores 2010.
L'année suivante, Juan obtient plus de temps de jeu avec l'Internacional Porto Alegre. Il participe à 6 rencontres du Championnat Gaúcho où son club est sacré champion puis 18 rencontres du championnat brésilien. Ses bonnes prestation attirent l’intérêt de nombreux clubs qui voient en lui le « nouveau Lúcio » puisque les deux défenseurs partagent de nombreux points communs, notamment le fait d'avoir débuté dans le même club.
Lors du mercato d'hiver 2012, Juan Jesus quitte le Brésil et s'engage avec l'Inter Milan jusqu'en juin 2016 pour un montant de 3,8 millions d’euros,. Ce transfert lui permet d'évoluer aux côtés de son compatriote Lúcio ; le jeune défenseur ne tarit pas d'éloges sur son aîné : « Ça va être un honneur de jouer avec lui. Ça va me permettre de grandir non seulement en tant que footballeur, mais aussi comme personne, car Lucio est un véritable modèle. Ce n'est pas pour rien qu'il est capitaine de la Seleção. ».
S’entraînant avec le groupe professionnel, Juan Jesus joue cependant un match avec la Primavera du club (l'équipe de jeunes) pour l'inauguration du centre sportif Giacinto Facchetti. Le 13 mai 2012, il fait ses débuts avec l'équipe première, en entrant en jeu à une minute de la fin de la rencontre du dernier match de championnat face à la Lazio Rome.
De retour des Jeux Olympiques 2012, Juan Jesus se voit offrir une place de titulaire à la suite du départ de Lúcio et de la retraite d'Iván Córdoba. L’entraîneur Andrea Stramaccioni lui accorde sa confiance et décide de l'associer aux côtés du défenseur italien Andrea Ranocchia et du défenseur argentin Walter Samuel dans un système en 3-5-2. Mais les prestations de ces joueurs sont jugées décevantes puisque l'Inter Milan possède l'avant dernière défense du championnat à égalité avec Sienne à la fin de la saison.
Juan découvre la coupe d'Europe lors de la double confrontation contre les Roumains du FC Vaslui en barrage de la Ligue Europa (C3). Durant le match face à l'Udinese comptant pour la 19e journée de Serie A, Juan Jesus reçoit un second carton jaune et doit quitter le terrain (sa première exclusion en Italie) laissant ses partenaires s'incliner 3-0. Le 19 mai 2013, il marque le premier but de sa carrière lors de la dernière journée de championnat contre l'équipe de l'Udinese.
Au cours de la saison 2013-2014, évoluant désormais sous la direction de Walter Mazzarri, il garde sa place de titulaire malgré l'arrivée de défenseurs expérimentés comme Hugo Campagnaro ou Rolando. Il écope d'une suspension de 3 matchs le 3 mars 2014 pour avoir donné un coup de poing à Alessio Romagnoli dans la rencontre face à l'AS Rome (0-0). Le 5 avril 2014, Juan Jesus se blesse au ligament latéral interne du genou droit lors de la première période du match contre Bologne et voit sa saison se terminer.

### Carrière en sélection

#### Succès chez les moins de 20 ans
Au début de l'année 2010, Juan Jesus est appelé par Ney Franco pour jouer avec les moins de 20 ans brésiliens. En 2011, il prend part au Championnat des moins de 20 ans de la CONMEBOL où il joue sept des neuf matchs de son équipe. Le Brésil remporte la compétition en terminant premier dans le championnat final et se qualifie pour la Coupe du monde des moins de 20 ans et pour les JO 2012.
En juillet et août 2011, il participe avec la Seleção à la Coupe du monde U-20 en Colombie. Juan dispute six matchs aux côtés du capitaine Bruno Uvini en défense centrale. Il s'impose avec sa sélection en finale contre le Portugal (3-2  après prolongation), remportant ainsi son deuxième trophée avec cette catégorie de jeunes.

#### Début avec la Seleção et Jeux Olympiques

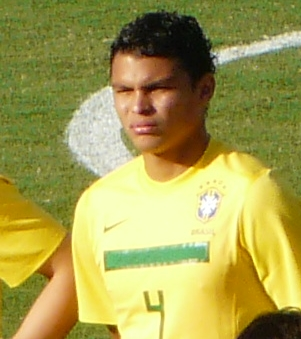
Thiago Silva, coéquipier de Juan Jesus lors des JO 2012

En vue de préparer le tournoi olympique de football, Mano Menezes sélectionne Juan Jesus pour quatre matchs amicaux du Brésil en mai et juin 2012. Le 26 mai 2012, il fait ses débuts avec la Seleção en tant que titulaire face au Danemark. Il joue les trois autres rencontres, débutant à chaque fois sur le terrain puis est appelé le 10 juillet par son sélectionneur pour disputer les Jeux olympiques.
Dans un groupe de 18 joueurs avec notamment Alexandre Pato, Hulk et Neymar, il est placé comme titulaire aux côtés de Thiago Silva en défense centrale. Les Brésiliens disputent un match amical contre la Grande-Bretagne avant le début de la compétition où ils obtiennent le statut de favoris après leur victoire 2-0.
Pendant le tournoi, Juan Jesus joue les six matchs de son équipe. Le Brésil olympique sort en tête de son groupe avec trois victoires puis se qualifie pour la finale en disposant du Honduras en quart de finale (3-2) et de la Corée du Sud en demi-finale (0-3). Pour leur dernier match, Juan Jesus et la sélection auriverde affrontent le Mexique au Wembley Stadium le 11 août 2012, devant 86 162 spectateurs. Les Brésiliens s'inclinent 2-1 à la suite d'un doublé de l'attaquant mexicain Oribe Peralta et repartent de Londres avec la médaille d'argent,.

## Statistiques

### En club
| Saison                | Club                  | Championnat           | Championnat | Championnat | Championnat | Coupe(s) nationale(s) | Coupe(s) nationale(s) | Coupe(s) nationale(s) | Supercoupe | Supercoupe | Supercoupe | Compétition(s) continentale(s) | Compétition(s) continentale(s) | Compétition(s) continentale(s) | Compétition(s) continentale(s) | Gaúcho A1 | Gaúcho A1 | Gaúcho A1 | Total | Total | Total |
| Saison                | Club                  | Division              | M.          | B.          | P.d.        | M.                    | B.                    | P.d.                  | M.         | B.         | P.d.       | Comp.                          | M.                             | B.                             | P.d.                           | M.        | B.        | P.d.      | M.    | B.    | P.d.  |
| 2010                  | SC Internacional      | Série A               | 7           | 0           | 0           | -                     | -                     | -                     | -          | -          | -          | CL                             | 1                              | 0                              | 0                              | 10        | 0         | 0         | 18    | 0     | 0     |
| 2011                  | SC Internacional      | Série A               | 18          | 0           | 0           | -                     | -                     | -                     | -          | -          | -          | CL                             | 0                              | 0                              | 0                              | 6         | 0         | 0         | 24    | 0     | 0     |
| Sous-total            | Sous-total            | Sous-total            | 25          | 0           | 0           | -                     | -                     | -                     | -          | -          | -          | -                              | 1                              | 0                              | 0                              | 16        | 0         | 0         | 42    | 0     | 0     |
| 2011-2012             | Inter Milan           | Serie A               | 1           | 0           | 0           | -                     | -                     | -                     | -          | -          | -          | C1                             | -                              | -                              | -                              | -         | -         | -         | 1     | 0     | 0     |
| 2012-2013             | Inter Milan           | Serie A               | 31          | 1           | 1           | 4                     | 0                     | 1                     | -          | -          | -          | C3                             | 9                              | 0                              | 0                              | -         | -         | -         | 44    | 1     | 2     |
| 2013-2014             | Inter Milan           | Serie A               | 27          | 0           | 0           | 2                     | 0                     | 0                     | -          | -          | -          | -                              | -                              | -                              | -                              | -         | -         | -         | 29    | 0     | 0     |
| 2014-2015             | Inter Milan           | Serie A               | 32          | 0           | 0           | 2                     | 0                     | 0                     | -          | -          | -          | C3                             | 11                             | 0                              | 0                              | -         | -         | -         | 45    | 0     | 0     |
| 2015-2016             | Inter Milan           | Serie A               | 19          | 0           | 0           | 4                     | 0                     | 1                     | -          | -          | -          | -                              | -                              | -                              | -                              | -         | -         | -         | 23    | 0     | 1     |
| Sous-total            | Sous-total            | Sous-total            | 110         | 1           | 1           | 12                    | 0                     | 2                     | -          | -          | -          | -                              | 20                             | 0                              | 0                              | -         | -         | -         | 142   | 1     | 3     |
| 2016-2017             | AS Roma (prêt)        | Serie A               | 20          | 0           | 0           | 3                     | 0                     | 0                     | -          | -          | -          | C1+C3                          | 2+8                            | 0                              | 0+1                            | -         | -         | -         | 33    | 0     | 1     |
| 2017-2018             | AS Roma               | Serie A               | 22          | 0           | 0           | 1                     | 0                     | 0                     | -          | -          | -          | C1                             | 6                              | 0                              | 0                              | -         | -         | -         | 29    | 0     | 0     |
| 2018-2019             | AS Roma               | Serie A               | 20          | 1           | 0           | 1                     | 0                     | 0                     | -          | -          | -          | C1                             | 3                              | 0                              | 0                              | -         | -         | -         | 24    | 1     | 0     |
| 2019-2020             | AS Roma               | Serie A               | 4           | 0           | 0           | 0                     | 0                     | 0                     | -          | -          | -          | C3                             | 1                              | 0                              | 0                              | -         | -         | -         | 5     | 0     | 0     |
| 2020-2021             | AS Roma               | Serie A               | 5           | 0           | 0           | 0                     | 0                     | 0                     | -          | -          | -          | C3                             | 6                              | 0                              | 0                              | -         | -         | -         | 11    | 0     | 0     |
| Sous-total            | Sous-total            | Sous-total            | 71          | 1           | 0           | 5                     | 0                     | 0                     | -          | -          | -          | -                              | 26                             | 0                              | 1                              | -         | -         | -         | 102   | 1     | 1     |
| 2021-2022             | SSC Naples            | Serie A               | 21          | 1           | 0           | 1                     | 0                     | 0                     | -          | -          | -          | C3                             | 6                              | 0                              | 0                              | -         | -         | -         | 28    | 1     | 0     |
| 2022-2023             | SSC Naples            | Serie A               | 15          | 1           | 0           | 1                     | 1                     | 0                     | -          | -          | -          | C1                             | 3                              | 0                              | 0                              | -         | -         | -         | 19    | 2     | 0     |
| 2023-2024             | SSC Naples            | Serie A               | 24          | 1           | 0           | 0                     | 0                     | 0                     | 2          | 0          | 1          | C1                             | 5                              | 0                              | 0                              | -         | -         | -         | 31    | 1     | 1     |
| 2024-2025             | SSC Naples            | Serie A               | 15          | 0           | 1           | 2                     | 1                     | 0                     | -          | -          | -          | -                              | -                              | -                              | -                              | -         | -         | -         | 17    | 1     | 1     |
| Sous-total            | Sous-total            | Sous-total            | 75          | 3           | 1           | 4                     | 2                     | 0                     | 2          | 0          | 1          | -                              | 14                             | 0                              | 0                              | -         | -         | -         | 95    | 5     | 2     |
| Total sur la carrière | Total sur la carrière | Total sur la carrière | 281         | 5           | 2           | 21                    | 2                     | 2                     | 2          | 0          | 1          | -                              | 61                             | 0                              | 1                              | 16        | 0         | 0         | 381   | 7     | 6     |

### En sélection nationale
| Saison                | Sélection             | Phases finales        | Phases finales | Phases finales | Phases finales | Éliminatoires CDM | Éliminatoires CDM | Éliminatoires CDM | Matchs amicaux | Matchs amicaux | Matchs amicaux | Total | Total | Total |
| Saison                | Sélection             | Compétition           | M              | B              | Pd             | M                 | B                 | Pd                | M              | B              | Pd             | M     | B     | Pd    |
| --------------------- | --------------------- | --------------------- | -------------- | -------------- | -------------- | ----------------- | ----------------- | ----------------- | -------------- | -------------- | -------------- | ----- | ----- | ----- |
| 2011-2012             | Brésil                | -                     | -              | -              | -              | -                 | -                 | -                 | 4              | 0              | 0              | 4     | 0     | 0     |
| 2014-2015             | Brésil                | -                     | -              | -              | -              | -                 | -                 | -                 | 0              | 0              | 0              | 0     | 0     | 0     |
| Total sur la carrière | Total sur la carrière | Total sur la carrière | -              | -              | -              | -                 | -                 | -                 | 4              | 0              | 0              | 4     | 0     | 0     |

## Palmarès

### En club
SC Internacional :
- Copa Libertadores (1)
  - Vainqueur en 2010
- Recopa Sudamericana (1)
  - Vainqueur en 2011
- Championnat Gaúcho (1)
  - Vainqueur en 2011

 Inter Milan :
- Championnat d'Italie de football Primavera (1)
  - Vainqueur en 2012

 AS Rome :
- Championnat d'Italie
  - Vice-champion en 2016-2017

 SSC Napoli :
- Championnat d'Italie de football (1)
  - Champion en 2023.
- Supercoupe d'Italie
  - Finaliste en 2023

### En équipe nationale
Brésil - 20 ans :
- Vainqueur du Championnat des moins de 20 ans de la CONMEBOL en 2011
- Vainqueur de la Coupe du monde des moins de 20 ans en 2011

 Brésil Olympique :
- Médaille d'argent aux Jeux olympiques d'été de 2012